# 泛神论之争

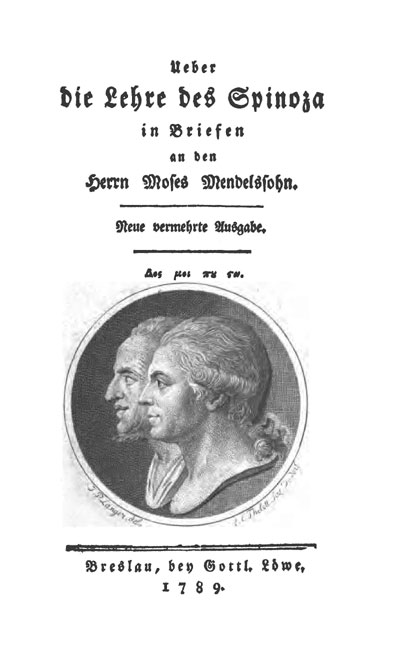
Über die Lehre des斯宾诺莎,2nd ed. (1789年)

泛神论之争 (德語：Pantheismusstreit)指的是德国思想史上发生于1785-1789年的著名事件，并在整个欧洲产生了影响。